# Юзефовиці (Великопольське воєводство)
Юзефовиці (пол. Józefowice, нім. Josephsruh) — село в Польщі, у гміні Шамоцин Ходзезького повіту Великопольського воєводства.
Населення — 190 осіб (2011).
У 1975-1998 роках село належало до Пільського воєводства.

## Демографія
Демографічна структура станом на 31 березня 2011 року:
|          | Загалом | Допрацездатний вік | Працездатний вік | Постпрацездатний вік |
| -------- | ------- | ------------------ | ---------------- | -------------------- |
| Чоловіки | 94      | 22                 | 64               | 8                    |
| Жінки    | 96      | 31                 | 53               | 12                   |
| Разом    | 190     | 53                 | 117              | 20                   |